# Атаксија
Атаксија је губитак могућности да се контролишу сви или неки вољни мишићни покрети.